# Aplocera bulgarica
Aplocera bulgarica är en fjärilsart som beskrevs av Louis Beethoven Prout 1937. Aplocera bulgarica ingår i släktet Aplocera och familjen mätare. Inga underarter finns listade i Catalogue of Life.